# 男女之間存在純友情嗎？（不，不存在！）
《男女之間存在純友情嗎？（不，不存在！）》（簡稱「男女情」）是日本作家創作的輕小說系列，Parum擔綱插圖，2021年1月起經電擊文庫出版。改編漫畫於2021年8月27日出版的《月刊Comic電擊大王》10月號開始連載，由Kamelie繪畫。改編電視動畫於2025年4月播出。

## 故事概要
夏目悠宇和犬塚日葵是一對好朋友。兩年前，還是中學二年級生的兩人在文化祭邂逅。那時悠宇正在販售他自製的花卉飾品，在日葵的幫助下，成功售出全部飾品。日葵聽到悠宇想開一間花卉飾品專賣店的夢想後，鼓勵他追尋夢想，她會協助他賣掉所有飾品。悠宇和日葵從此成為命運共同體，為了開店這個目標一同努力。
兩年過去，兩人升上高中二年級，仍舊是摯友。日葵繼續以Instagram為悠宇的花卉飾品宣傳，悠宇也繼續埋頭製作花卉飾品。悠宇以「you」的身份售賣花卉飾品，以籌集開店資金。他在學校裏遇到榎木凜音，看到對方配戴着自己兩年前在文化祭中賣出的手鍊。之後他發現對方就是自己一直念念不忘，七年前在植物園邂逅的小女孩。日葵眼見兩人奇蹟地重逢，決定要為摯友促成這段戀情，但想到悠宇要離她而去了，心情變得十分複雜。

## 角色列表
夏目悠宇（聲：戶谷菊之介）
高中二年級生，夢想開一間售賣花卉飾品的店。十分愛花，甚至會為每一朵花命名。七年前曾在植物園邂逅一個小女孩，自此一直對她念念不忘。後來知道那時的小女孩就是榎本凜音，在學校裏只有日葵和慎司兩個朋友。第3卷终章正式与日葵开始交往。第7卷末分手。
犬塚日葵（聲：鈴代紗弓）
高中二年級生，悠宇的摯友。在中學時期人稱「魔性之女犬塚日葵」，在學校裏很受歡迎。老家是當地從大正時代就存在的大地主，祖父曾任國會議員，父親是現任外交官，兩個哥哥都仕途亨通。在中學文化祭時收到由悠宇製作的鵝掌草頸飾，從中學起一直戴到現在。很喜歡悠宇專心製作花卉飾品時的眼神，因此全力幫助他追尋夢想。很討厭被問及是否跟悠宇在交往。在植物園里目睹到凜音的告白后开始意识到自己早就已经喜歡上悠宇。第3卷终章正式与悠宇开始交往，第7卷末分手。
榎本凜音（聲：貫井柚佳）
慎司的兒時好友，少數他發誓不會出手的女人之一。日葵從小學就認識的朋友。家裏開蛋糕店。兩年前為悠宇的花卉飾品宣傳的讀者模特兒的妹妹。配載着由悠宇製作的曇花手鍊。是在七年前悠宇在植物園遇到的小女孩，七年來一直都喜歡着悠宇。第十卷已经和悠宇的关系来到了朋友以上，恋人以下。
真木島慎司（聲：盆子原康）
悠宇除了日葵外唯一的朋友兼損友，花花公子，喜歡榎本紅葉。
犬塚雲雀（聲：水中雅章）
日葵的二哥。很喜歡悠宇，稱呼他為弟弟。兩年前中學文化祭時，在日葵「一生一次的請求」下，勉為其難找凜音的姐姐紅葉來宣傳悠宇的花卉飾品，並要求日葵不能中途放棄幫助悠宇追尋夢想。曾與凜音的姐姐榎本紅葉交往過
夏目咲良（聲：金元壽子）
悠宇的姐姐。跟雲雀和紅葉是舊同學。
榎本紅葉（聲：名塚佳織）
凜音的姐姐。在東京工作的知名模特兒。曾與日葵的二哥犬塚雲雀交往過

## 宣傳
2021年6月25日，在電擊文庫YouTube頻道公開由聲優木村昴參與演出的宣傳片。木村在宣傳片中以音樂劇風格，主唱由石川慧和刈谷早希創作的原創歌曲《友情讚歌 ～我可沒說是存在的～》（友情賛歌 ～成立するとはいってない～）。該影片在YouTube的收看次數至今超過65萬次。2022年2月至4月，在同一YouTube頻道公開多段有聲漫畫影片，男女主角分別由神木孝一和嶺內智美聲演。

## 出版書籍

### 輕小說
| 卷數 | KADOKAWA | KADOKAWA       | KADOKAWA               | 台灣角川                                                         | 台灣角川       | 台灣角川                                             |
| 卷數 | 副標題   | 發售日期       | ISBN                   | 副標題                                                           | 發售日期       | ISBN / EAN                                           |
| ---- | -------- | -------------- | ---------------------- | ---------------------------------------------------------------- | -------------- | ---------------------------------------------------- |
| 1    |          | 2021年1月9日   | ISBN 978-4-04-913372-1 | Flag 1. 不然到三十歲還單身就跟我在一起吧？                       | 2022年2月21日  | ISBN 978-626-321216-9                                |
| 2    |          | 2021年4月9日   | ISBN 978-4-04-913735-4 | Flag 2. 不然乾脆真的跟我交往好了？                               | 2022年6月27日  | ISBN 978-626-321529-0                                |
| 3    |          | 2021年8月6日   | ISBN 978-4-04-913832-0 | Flag 3. 不然你就一直看著我好了？                                 | 2022年10月11日 | ISBN 978-626-321866-6                                |
| 4    |          | 2021年12月10日 | ISBN 978-4-04-914032-3 | Flag 4. 不過，我們是摯友對吧？（上）                             | 2022年12月14日 | ISBN 978-626-352082-0                                |
| 5    |          | 2022年3月10日  | ISBN 978-4-04-914228-0 | Flag 4. 不過，我們是摯友對吧？（下）                             | 2023年4月19日  | ISBN 978-626-352441-5                                |
| 6    |          | 2022年8月10日  | ISBN 978-4-04-914454-3 | Flag 5. 雖然不到三十歲，還是跟我在一起吧？                       | 2023年9月25日  | EAN 471-128-961594-1（特裝版） ISBN 978-626-352933-5 |
| 7    |          | 2023年1月7日   | ISBN 978-4-04-914579-3 | Flag 6. 難道現在這樣的我不行嗎？                                 | 2023年12月6日  | ISBN 978-626-378279-2                                |
| 8    |          | 2023年8月10日  | ISBN 978-4-04-914868-8 | Flag 7. 不過，既然是戀人，我就是你的第一吧？                     | 2024年4月4日   | ISBN 978-626-378764-3                                |
| 9    |          | 2024年4月10日  | ISBN 978-4-04-915134-3 | Flag 8. 如果學長無論如何都要這樣拜託，答應也可以喔？             | 2025年3月26日  | ISBN 978-626-415387-4                                |
| 10   |          | 2024年8月9日   | ISBN 978-4-04-915703-1 | Flag 9. 欸，就當這是最後一次，在這趟旅行期間讓我做你的女朋友吧？ | 2025年4月23日  | ISBN 978-626-415529-8                                |
| 11   |          | 2024年12月10日 | ISBN 978-4-04-916089-5 | Flag 10. 被你這種傢伙當朋友的話，我應該也沒戲唱了吧。            | 2025年5月28日  | ISBN 978-626-415667-7                                |
| 12   |          | 2025年4月10日  | ISBN 978-4-04-916236-3 |                                                                  |                |                                                      |
| 13   |          | 2025年5月10日  | ISBN 978-4-04-916237-0 |                                                                  |                |                                                      |
| 14   |          | 2025年6月10日  | ISBN 978-4-04-916238-7 |                                                                  |                |                                                      |

### 漫畫
| 卷數 | KADOKAWA       | KADOKAWA               |
| 卷數 | 發售日期       | ISBN                   |
| ---- | -------------- | ---------------------- |
| 1    | 2022年5月9日   | ISBN 978-4-04-914434-5 |
| 2    | 2023年3月10日  | ISBN 978-4-04-914960-9 |
| 3    | 2023年12月8日  | ISBN 978-4-04-915402-3 |
| 4    | 2024年11月27日 | ISBN 978-4-04-916066-6 |
| 5    | 2025年6月27日  | ISBN 978-4-04-916451-0 |

## 迴響
截至2021年11月，系列累積發行逾10萬冊。截至2022年3月，逾15萬冊。截至2022年8月，逾20萬冊。截至2023年1月，逾25萬冊。
本作獲得《這本輕小說真厲害！2022》綜合類別第63位。

## 電視動畫
2022年8月10日，宣佈正在進行動畫化企劃。2023年7月15日，正式宣佈電視動畫化。於2025年4月至6月播出。

### 製作人員
- 原作：
- 原作插圖：Parum
- 導演：鈴木洋平
- 系列構成、剧本：八重森
- 角色設定：大山夏輝
- 音樂：市川淳
- 音樂制作：波丽佳音
- 音響監督：明田川仁
- 音響制作：Magic Capsule
- 動畫製作：J.C.STAFF
- 製作：男女情製作委員會

### 主題曲
片頭曲
演唱：HoneyWorks feat. Hakoniwalily，作词、作曲：HoneyWorks，编曲：HoneyWorks、MARUMOCHI
片尾曲Dear my Soleil
演唱：立花日菜，作詞、作曲：草野華餘子，编曲：小林康太

### 各话列表
| 话数 | 标题                   | 分镜       | 演出       | 作画監督 | 总作画監督           | 首播日期      |
| ---- | ---------------------- | ---------- | ---------- | --- | -------------------- | ------------- |
| #01  | 鹅掌草与月下美人       | 铃木洋平   | 宫崎修治   | 小野和美、都筑裕佳子、高桥帝、津畑春香                                                                            | 大山夏辉             | 2025年 4月4日 |
| #02  | 扶桑花的发饰           | 石川美由纪 | 石川美由纪 | 泽井真纪、洪范锡、中山由美、小川浩司、本谷爱、大木良一                                                            | 小野和美             | 4月11日       |
| #03  | 鬱金香與戀愛的表情     | 田中瑛     | 月野正志   | 羽野廣範、XIO、武遊、Revival                                                                                      | 長谷川真也           | 4月18日       |
| #04  | 繡球花與新種子         | 西田健一   | 黒濑大輔   | 谷川亮介、小松香苗、澤井真紀、津畑春香、洪範錫、都築由香子                                                        | 大山夏辉             | 4月25日       |
| #05  | 帅哥与牵牛花浴衣       | 高田耕一   | 熊谷将仁、 | 拾月动画、无锡市樱花卡通有限公司、无锡七彩动画、Orange Studio、Tobira、MARURIN、碧光、但伊杨、刘相信              | 小野和美             | 5月2日        |
| #06  | 小葉鼠尾草的香氣       | 永居慎平   | 石田美由紀 | 下江一正、山本雅章、河村明里、南翔太、石田啓樹                                                                    | 前田百合子           | 5月9日        |
| #07  | 出現裂痕的番紅花       | 永居慎平   | 則座誠     | Dogwood、Studio EverGreen、高文彬、獸王勝、李傑、GAON、NURI、Choi Eunyoung                                        | 大山夏辉、長谷川真也 | 5月16日       |
| #08  | 百日草與熱情的所在     | 高田耕一   | 月野正志   | 羽野廣範、董立則、陳亮、鬱慧雲、沈陶裔、何燁、饒子琪、胡龍璨、何金龍、羅睿、Lan                                   | 大山夏辉、小野和美   | 5月23日       |
| #09  | 戀愛的巧克力波斯菊     | 田中瑛     | 田中瑛     | 高橋帝、津畑春香、澤井真紀、中山由美、金正男                                                                      | 大山夏辉、長谷川真也 | 5月30日       |
| #10  | 向日葵的花語           | 鈴木行     | 宮崎修治   | 洪範錫、都築由香子、小松香苗、高橋帝、大木良一                                                                    | 小野和美             | 6月6日        |
| #11  | 再見了向日葵           | 永居慎平   | 熊谷将仁、 | 徐小山、過燦、無錫七彩動畫、陳家興、李紹川、曾山、Orange Studio、林夏洲、陳瑜、楊國慶、李茹雪、劉相信、山本菜菜美 | 大山夏辉、長谷川真也 | 6月13日       |
| #12  | 在夢想之路綻放的花朵門 | 鈴木洋平   | 石田美由紀 | 下江一正、河村明里、南翔太、石田啓樹、山本雅章                                                                    | 大山夏辉、前田百合子 | 6月20日       |

### BD / DVD
| 卷数 | 发售日期          | 收录话数     | 规格编号  | 规格编号  |
| 卷数 | 发售日期          | 收录话数     | BD        | DVD       |
| ---- | ----------------- | ------------ | --------- | --------- |
| 1    | 2025年7月25日     | 第1话—第6话  | KWXA-3326 | KWBA-3328 |
| 2    | 2025年8月29日预定 | 第7话—第12话 | KWXA-3327 | KWBA-3329 |

## 外部連結
- 電擊文庫特設網站（日語）
- 漫畫官方網站（日語）
- 電視動畫官方網站（日語）
- 官方的X（前Twitter）